# Żółty szalik
Żółty szalik z cyklu „Święta polskie” – polski film fabularny z 2000 roku w reżyserii Janusza Morgensterna na podstawie scenariusza Jerzego Pilcha.
W przeddzień Wigilii Bożego Narodzenia mężczyzna, alkoholik, zamożny prezes firmy, składa życzenia swoim pracownikom, byłej żonie, synowi oraz obecnej partnerce. Każde spotkanie jest pretekstem, aby sięgnąć po kolejny kieliszek. Jedyną ucieczką od nałogu okazuje się wyjazd na wigilijny wieczór do matki.
Telewizyjny film Janusza Morgensterna, pierwszy obraz tego reżysera od 1986 roku, zbudowany jest z epizodów, niewielkich etiud, które łączy bohater grany przez Janusza Gajosa. Jego rola spotkała się z entuzjastycznym przyjęciem krytyków i widzów, jest uważana za jedną z najlepszych w jego dorobku. Na drugim planie partnerują mu m.in. Danuta Szaflarska, Krystyna Janda i Joanna Sienkiewicz.
Film kręcony m.in. w Warszawie i Konstancinie-Jeziornie (Kościół Wniebowzięcia Najświętszej Maryi Panny).

## Obsada
- Janusz Gajos – mężczyzna

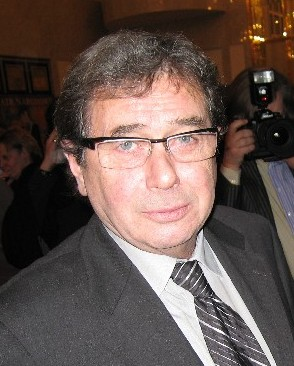
Janusz Gajos (2008)

- Danuta Szaflarska – matka mężczyzny
- Małgorzata Zajączkowska – Ewa, sekretarka mężczyzny
- Krystyna Janda – aktualna kobieta
- Joanna Sienkiewicz – była żona
- Grażyna Wolszczak – współpracowniczka
- Jerzy Schejbal – lekarz, przyjaciel mężczyzny spotkany w restauracji
- Czesław Nogacki – alkoholik
- Przemysław Kaczyński – syn mężczyzny
- Joanna Szurmiej-Rzączyńska – narzeczona syna
- Piotr Chodzeń – Piotr, dealer samochodowy
- Magdalena Mazur – ekspedientka w sklepie z biżuterią
- Magdalena Zajkowska – ekspedientka prezentująca kolczyki
- Justyna Szafran – piosenkarka na cocktailu
- Eugeniusz Priwieziencew – alkoholik w wizji mężczyzny
- Marcin Dorociński – kierowca mężczyzny
- Marian Glinka – taksówkarz

## Fabuła
Przeddzień Wigilii Bożego Narodzenia. Mężczyzna, zamożny prezes firmy, zadbany, w drogim garniturze, nie może usiedzieć spokojnie na spotkaniu z pracownikami. W pewnym momencie żegna się, wychodzi do swojego gabinetu i nerwowo przeszukuje szafki i szuflady. Bez rezultatu. Do czasu, aż zapalając lampę, widzi cień umieszczonej w kloszu butelki.
Następnie bohater odbywa liczne spotkania. Z synem (Przemysław Kaczyński) i jego narzeczoną (Joanna Szurmiej-Rzączyńska), z byłą żoną (Joanna Sienkiewicz), której ofiaruje kolczyki, oraz ze swoją obecną wybranką serca (Krystyna Janda). Między spotkaniami wstępuje do mijanych knajp lub restauracji. W jednej z nich spotyka pijaka (Czesław Nogacki), „nad którym zamyka się lód”. Stawia mu wódkę i szybko ucieka, aby zapijać się w samotności. Symbolem kolejnych pijackich upokorzeń jest żółty szalik, który gubi w najróżniejszych miejscach.
Swojej aktualnej partnerce obiecuje, że wreszcie zerwie z nałogiem. Przyrzeka jej, że pójdzie wieczorem na koktajl świąteczny w firmie i nie będzie nic pić. Do ostatniej chwili udaje mu się dotrzymać słowa, jednak tuż przed wyjściem sięga po kieliszek wódki, który rozpoczyna ciąg nieprzerwanego, nocnego picia.
Dzięki przyjaciółce i wiernej sekretarce Ewie (Małgorzata Zajączkowska) trafia na wigilijny wieczór do matki (Danuta Szaflarska), żyjącej daleko poza miastem. Pod wpływem jej ciepła, życzliwości, powoli trzeźwieje i odzyskuje spokój ducha. Wspólnie jedzą świąteczną kolację, idą o północy na pasterkę i wymieniają się prezentami. Od matki dostaje żółty szalik.
Tak jak i poprzednie zostawia go w domu. Dla matki oznacza to, że nic się nie zmieni. Kiedy w ostatniej chwili mężczyzna wraca po zapomniany prezent, pojawia się nadzieja, że teraz uda się pokonać nałóg.

## Nagrody
- 2000 – 25. Festiwal Polskich Filmów Fabularnych:
  - nagroda prezesa Canal+ dla Janusza Gajosa za wybitną kreację aktorską
  - nagroda organizatorów FF w Toronto dla Janusza Gajosa, największej indywidualności festiwalu
  - Złoty Klakier dla najdłużej oklaskiwanego filmu
- 2001 – Ogólnopolski Festiwal Sztuki Filmowej „Prowincjonalia”:
  - najlepsza rola pierwszoplanowa (Janusz Gajos)